# Bodó Zalán (fizikus)
Bodó Zalán (Olasztelek, 1919. október 25. – Budapest, 1990. április 2.) magyar mérnök, fizikus, tudományos kutató, a fizikai tudományok doktora (1957), Kossuth-díjas (1959). Egyike volt a nagy magyar fizikusoknak a diffúz optika történetében.

## Életpályája
Középiskolai tanulmányait a Szent István Gimnáziumban végezte Budapesten, majd ezt követően a budapesti József Nádor Műszaki Egyetemen tanult, ahol 1943-ban gépészmérnöki diplomát szerzett. A második világháborút követően az Egyesült Izzó Kutató Laboratóriumában kezdte el tudományos munkáját, ahol a lumineszkálás fizikájával foglalkozó kutatócsoport tagja lett. 1946-ban részt vett a Hold-radar-kísérletben, ahol társai voltak Papp György, Simonyi Károly, Pócza Jenő, Csiki Jenő, Tary László, Takács Lajos, Horváth Tibor és Bay Zoltán. 1950-ben a Kutató Laboratóriumot a Távközlési Kutató Intézet vette át. A legnagyobb elismerést a diffúz optika terén vívta ki. 1951-ben az Eötvös Loránd Fizikai Társulat Bródy Imre-díját nyerte el. 1952-ben megjelent Acta Physica Hungarica közleményében, kvantitatív összefüggést közölt a por alakú rétegek szemcsemérete és abszorpciós tényezője, továbbá törésmutatója között. Eredményeit Pécsen a Társulat első magyar fizikus vándorgyűlésén mutatta be.
A Híradástechnikai Ipari Kutató Intézet megalapítását követően ott folytatta kutatásait és a hazai félvezető fizika alapjait rakta le munkatársaival együtt. Új módszert dolgozott ki a félvezetők kisebbségi töltéshordozói diffúziós hosszának meghatározására, s ezzel 1957-ben fizikai tudomány doktora fokozatot nyert el. 1958-ban Brüsszelben egy világkongresszuson ismertette munkáját, ahol nemzetközileg elismert kutatók, köztük a Nobel-díjas John Bardeen professzor elismerő hozzászólásait is kiváltotta. Az MTA Műszaki Fizikai Kutató Intézetének megalakulását követően ott folytatta tudományos munkáját, élete végéig. 1959-ben Kossuth-díjjal tüntették ki Szigeti Györggyel és Szép Ivánnal együtt, a lumineszkáló anyagok és félvezetők kutatása terén elért eredményeikért, amelyekkel a hazai fénycsőgyártást és a tranzisztor gyártást segítették. 1962 elején tanár lett az Építőipari és Közlekedési Műszaki Egyetemen, ahol megbízták a Kísérleti fizikai tanszék vezetésével. Ez a megbízás 3 évig tartott.
1990-ben Budapesten hunyt el.